# Наугайм
Наугайм (нім. Nauheim) — громада в Німеччині, знаходиться в землі Гессен. Підпорядковується адміністративному округу Дармштадт. Входить до складу району Грос-Герау.
Площа — 13,77 км2. Населення становить 10 764 ос. (станом на 31 грудня 2020).